# Žan Kosič
Žan Kosič (4 juni 1993) is een Sloveens basketballer.

## Carrière
Kosič maakte zijn profdebuut voor KK Maribor in het seizoen 2011/12. Het seizoen erop werd hij uitgeleend aan tweedeklasser KK Radenska. De volgende seizoenen speelde hij steeds meer voor de eerste ploeg. In het seizoen 2014/15 ging de club echter failliet. Hij tekende het seizoen erop voor KK Portorož en daarna voor KD Hopsi Polzela waar hij telkende een seizoen speelde. In 2019 tekende hij bij KK Rogaška ook in de Sloveense eerste klasse en speelde er twee seizoenen. Het seizoen 2019/20 speelde hij bij de KK Podčetrtek en keerde het seizoen erna terug naar KD Hopsi Polzela.
In 2021 tekende hij een contract bij de Roemeense eersteklasser Athletic Constanța waar hij een seizoen speelde. Žan Kosič werd in 2022 naar Leuven gehaald als vervanger van de vertrokken Joshua Heath maar toen die terugkeerde was er geen plaats meer voor Kosič. Hij tekende daarna voor KK Podčetrtek in de Sloveense eerste klasse waar hij al eerder speelde in 2019/20.
Voor het seizoen 2023/24 tekende hij in de Italiaanse derde klasse bij Paffoni Fulgor Omegna. Hij tekende voor het seizoen 2024/25 bij de Italiaanse derdeklasser Virtus Ragusa.